# Tom Hofman
Tom Hofman (31 augustus 1972) is een voormalig Belgische voetballer.
Hofman begon als jeugdspeler bij KSK Sint-Paulus Opwijk waar hij later uitgroeide tot titularis. Als onbetwistbaar sluitstuk dwong hij vlug een transfer af naar toenmalig tweedeklasser SV Waregem. Na een seizoen als reservedoelman vertrok hij naar RRC Heirnis Gent voor meer speelkansen. Als eerste doelman van de derdeklasser kende hij er twee sterke seizoenen. Dit was ook stadsgenoot AA Gent niet ontgaan. De grootste ploeg van de stad nam Hofman over en maakte hem tot doublure van Frédéric Herpoel. Mede door een problematische relatie met trainer Johan Boskamp verliet hij het Ottenstadion al na twee seizoenen. Hij keerde terug naar RRC Gent en werd er meteen terug nummer één in de rangorde. In 2003 aanvaardde Hofman een aanbod van tweedeklasser KV Red Star Waasland. Hij bleef er doelman tot aan het eind van zijn carrière in 2008. Meteen erna ging hij aan als keepertrainer aan de slag bij TK Meldert. Ook na de fusie van TK Meldert met Eendracht Meldert tot Verbroedering Meldert behield hij zijn positie. Hij is er nu nog steeds actief.
In het seizoen 2015 - 2016 wordt hij de nieuwe keepertrainer van de eersteprovincialer Rapide Club Lebbeke.
Buiten zijn trainersfunctie is Hofman ook nog actief als zaalvoetballer. Hij speelt in Derde Nationale A BZVB bij De Wijkvrienden Mazenzele (DWVM Mazenzele).